# Morgan Fairchild

Morgan Fairchild (2007)

Morgan Fairchild (* 3. Februar 1950 in Dallas, Texas als Patsy Anne McClenny) ist eine US-amerikanische Schauspielerin.

## Biografie
Im Alter von 17 Jahren hatte Morgan Fairchild ihren ersten Job beim Film als Lichtdouble für Faye Dunaway im Gangster-Drama Bonnie und Clyde. Sechs Jahre später erhielt sie ihre erste Schauspielrolle in der Seifenoper Search for Tomorrow, zu deren Ensemble sie vier Jahre lang gehören sollte.
In den Folgejahren blieb das Fernsehen ihr bevorzugtes Metier. Fairchild spielte in zahlreichen Serien wie Mork vom Ork, Einsatz in Manhattan und Hotel. In der Familiensaga Dallas spielte sie 1978 für eine Folge die Rolle der Jenna Wade, die später Priscilla Presley übernahm.
Den künstlerischen Durchbruch brachte ihr die Rolle als mondäne Constance Weldon Carlyle in der Prime-Time-Seifenoper Flamingo Road ein, für die sie u. a. eine Golden-Globe-Nominierung erhielt. Für den Film Tele-Terror (The Seduction) von 1982 erhielt Fairchild eine Nominierung für die Goldene Himbeere als schlechteste Schauspielerin.
Zwar wurde die nächste Serie, in der Fairchild eine Hauptrolle spielte, Karussell der Puppen, nach nur wenigen Monaten wegen zu geringen Erfolges eingestellt, aber sie blieb eine populäre Fernsehschauspielerin und erhielt Gastrollen in verschiedenen Seifenopern (Falcon Crest) und Fernsehserien wie Fackeln im Sturm, General Hospital, Love Boat, Simon & Simon und Roseanne. Für ihren Auftritt in der Serie Murphy Brown wurde sie für einen Emmy nominiert. Daneben wirkte sie sporadisch in der Sitcom Friends mit, in der sie die Mutter von Chandler Bing (Matthew Perry) verkörperte.
In Kinoproduktionen trat Morgan Fairchild hingegen selten auf. Hier spielte sie u. a. neben Armin Mueller-Stahl in Peter Patzaks Thriller Killing Blue, neben Brooke Shields in der Science-Fiction-Komödie Freaks sowie als Oscar-Gewinnerin in der Leslie-Nielsen-Komödie Die nackte Kanone 33⅓. In der Komödie Der Guru an der Seite von Eddie Murphy sowie 2009 in The Slammin' Salmon spielte sie sich selbst. 1987 übernahm sie in Dornröschen die Rolle der Königin.  
Darüber hinaus arbeitet Fairchild umfangreich als Bühnenschauspielerin. Seit Beginn der 1980er Jahre war sie in verschiedenen off-Broadway-Produktionen zu sehen. Besondere Aufmerksamkeit erhielt sie, als sie 2004 mit 54 Jahren für eine Tourneebühne in der Nachfolge von Kathleen Turner die Rolle der lasziven Mrs. Robinson für eine Theateradaption des Hollywood-Klassikers Die Reifeprüfung übernahm.
Ebenso hatte Morgan Fairchild Gastauftritte in Hör mal, wer da hämmert und in Men in Trees, bei denen sie sich selbst spielte.
Daneben engagiert sich Fairchild im Kampf gegen AIDS.
Ihre Schwester Cathryn Hartt arbeitet ebenfalls als Schauspielerin.

## Filmografie (Auswahl)
- 1973–1977: Search for Tomorrow (Fernsehserie, 20 Folgen)
- 1976: Kojak – Einsatz in Manhattan (Kojak, Fernsehserie, Folge 4x07 Um Haaresbreite)
- 1977, 1978: Barnaby Jones (Fernsehserie, 2 Folgen)
- 1978: Dallas (Fernsehserie, Folge 2x03 Old Acquaintance)
- 1978: Escapade (Fernsehfilm)
- 1979: Die Supertypen (The Concrete Cowboys, Fernsehserie, eine Folge Concrete Cowboys)
- 1980–1982: Flamingo Road (Fernsehserie, 38 Folgen)
- 1982: Magnum (Magnum, P.I., Fernsehserie, Folge 3x03 Die Rache des Giftgottes)
- 1982: Tele-Terror (The Seduction)
- 1984: Die verrückten Abenteuer des Robin Hood (The Zany Adventures of Robin Hood, Fernsehfilm)
- 1984: Karussell der Puppen (Paper Dolls, Fernsehserie, 14 Folgen)
- 1984: Die Bombe tickt (Time Bomb, Fernsehfilm)
- 1985: Pee-Wee’s irre Abenteuer (Pee-wee’s Big Adventure)
- 1985–1986: Fackeln im Sturm (North and South, Fernsehserie, zwölf Folgen)
- 1985–1986: Falcon Crest (Fernsehserie, 29 Folgen)
- 1987: Dornröschen (Sleeping Beauty)
- 1988: Killing Blue
- 1988: Die tödliche Straße der Träume (Street of Dreams, Fernsehfilm)
- 1989: Phantom Nightmare – Phantom des Todes (Phantom of the Mall: Eric’s Revenge)
- 1990: Wie killt man eine Millionärin? (How to Murder a Millionaire, Fernsehfilm)
- 1991: Das geheimnisvolle Tagebuch (Even Angels fall, Fernsehfilm)
- 1991: Mord zwischen den Zeilen (Writer’s Block, Fernsehfilm)
- 1993: Perry Mason und die Formel ewiger Schönheit (Perry Mason: The Case of the Skin-Deep Scandal)
- 1993: Freaks (Freaked)
- 1993: Mord ist ihr Hobby (Murder, She Wrote, Fernsehserie, Folge 82x05 My Four Husbands)
- 1993: Tödlicher Duft (Based on an Untrue Story, Fernsehfilm)
- 1993: Das Paradies am Ende der Berge (Fernsehfilm)
- 1994: Body Chemistry 3 – Heißkalter Mord (Point of Seduction)
- 1994: Diagnose: Mord (Fernsehserie, eine Folge)
- 1994: Die nackte Kanone 33⅓ (Naked Gun 33⅓: The Final Insult)
- 1995–1996: The City (Fernsehserie)
- 1995–1997: Cybill (Fernsehserie, vier Folgen)
- 1995–2001: Friends (Fernsehserie, fünf Folgen)
- 1996: Star Command
- 1996: Ein tödlicher Coup (Dead Man’s Island, Fernsehfilm)
- 1998: Der Guru (Holy Man)
- 1998: Hör mal, wer da hämmert (Home Improvement, Fernsehserie, Folge 8x09 Mr. Likeable)
- 2001: Dirty Money – In tödlicher Gefahr (Peril)
- 2001: Dharma & Greg (Fernsehserie, Folge 4x15 Dharma Does Dallas)
- 2002: Roswell (Fernsehserie, zwei Folgen)
- 2004: Die wilden Siebziger (That ’70s Show, Fernsehserie, Folge 6x24 Going Mobile)
- 2006: Im Bann der dunklen Mächte (The Initiation of Sarah, Fernsehfilm)
- 2007: Two and a Half Men (Fernsehserie, Folge 4x16 Young People Have Phlegm Too)
- 2008: Men in Trees (Fernsehserie, Folge 2x14 Get a Life)
- 2008–2010: Chuck (Fernsehserie, drei Folgen)
- 2009: Nip/Tuck – Schönheit hat ihren Preis (Nip/Tuck, Fernsehserie, Folge 5x19 Manny Skerritt)
- 2009: My Name Is Earl (Fernsehserie, Folge 4x18 Friends with Benefits)
- 2011: Bones – Die Knochenjägerin (Bones, Fernsehserie, Folge 7x03 The Prince in the Plastic)
- 2011: eCupid – Love on the Download (eCupid)
- 2011: Boy Toy
- 2012: Happily Divorced (Fernsehserie, Folge 2x01 The Reunion)
- 2012: A Perfect Ending (Kinofilm)
- 2012: Ghost Horror House – The Leroux Spirit Massacre (American Horror House)
- 2012: Life's a Beach
- 2013: Bones- die Knochenjägerin (Fernsehserie, Folge 7x03 Der Plastik-Prinz und die Tote in Plastik)
- 2013: The Fall of the Essex Boys
- 2013: Die Dackel sind los (Wiener Dog Nationals)
- 2014: Beethoven und der Piratenschatz (Beethoven’s Treasure Tail)
- 2014: Hot in Cleveland (Fernsehserie, Folge 5x15 Playmates)
- 2015: Bikini Model Academy
- 2017: Die kleine Meerjungfrau – Freunde fürs Leben (Scales: Mermaids Are Real)
- 2017: Zeit der Sehnsucht (Days of Our Lives, Fernsehserie, 17 Folgen)
- 2018: My Perfect Romance (Fernsehfilm)
- 2019: The Naughty List (Fernsehfilm)
- 2019: All Good Things
- 2019: Too Old to Die Young (Fernsehserie, Folge 1x06 It Requires Trust on My Part)
- 2021: Our (Almost Completely True) Love Story
- 2023: I’m a Virgo (Fernsehserie, Folge 1x06 The High Priestess)
- 2023: The Nana Project
- 2023: Ladies of the '80s – A Divas Christmas (Fernsehfilm)